# Nick Barnett
Nicholas Alexander Barnett (Fontana, 27 maggio 1981) è un giocatore di football americano statunitense che gioca nel ruolo di linebacker per i Washington Redskins della National Football League (NFL). Fu scelto nel corso del primo giro (29º assoluto) del Draft NFL 2003 dai Green Bay Packers. Al college ha giocato a football all'Università Statale dell'Oregon.

## Carriera professionistica

### Green Bay Packers
Barnett fu scelto dai Green Bay Packers nel corso del primo giro del Draft NFL 2003.
Il 10 aprile 2007, Barnett firmò coi Packers un'estensione contrattuale di sei anni del valore di 34,85 milioni di dollari.
Barnett saltò la maggior parte della stagione 2008 a causa della rottura del legamento del ginocchio, avvenuta nella gara del 9 novembre contro i Minnesota Vikings.
Barnett subì un nuovo infortunio che pose fine alla sua stagione nella settimana 4 della stagione 2010 contro i Detroit Lions, a causa della frattura di un polso. Il 7 ottobre 2010 fu inserito in lista infortunati. Fu la seconda volta nell'arco di tre stagioni che Barnett fu forzato a concludere anzitempo la propria annata.
Il 26 aprile 2011, Barnett fu informato dal general manager dei Packers, Ted Thompson, che la franchigia avrebbe tentato di scambiarlo sul mercato e, se non vi fosse, riuscita sarebbe stato svincolato. Dal momento che Green Bay non riuscì a concludere uno scambio, il 28 luglio il giocatore fu svincolato. Barnett concluse le sue sette stagioni nel Wisconsin al secondo posto di tutti i tempi per la franchigia dei Packers per tackle messi a segno.

### Buffalo Bills
Barnett firmò un contratto triennale, del valore di 12 milioni di dollari, coi Buffalo Bills il 31 luglio 2011. Nella sua prima stagione con la nuova franchigia, Nick disputò come titolare le 16 gare stagionali, totalizzando 78 tackle, 3 sack e 3 intercetti. Nella stagione successiva mise a segno altri 72 tackle in 16 partite, prima di venire svincolato l'11 febbraio 2013.

### Washington Redskins
Il 31 luglio 2013, Barnett firmò coi Washington Redskins.

## Statistiche
Stagione regolare
| Anno   | Squadra           | P   | TTot | TSol | TAst  | Sack | Int | Yard | Media | Max | TD | Pass Dev | FF | FR |
| ------ | ----------------- | --- | ---- | ---- | ----- | ---- | --- | ---- | ----- | --- | -- | -------- | -- | -- |
| 2003   | Green Bay Packers | 15  | 112  | 86   | 26    | 2    | 3   | 21   | 7     | 14  | 0  | 3        | 0  | 1  |
| 2004   | Green Bay Packers | 16  | 123  | 92   | 31    | 3    | 1   | 16   | 16    | 16  | 0  | 5        | 0  | 1  |
| 2005   | Green Bay Packers | 16  | 138  | 91   | 47    | 1    | 1   | 95   | 95    | 95  | 1  | 1        | 1  | 3  |
| 2006   | Green Bay Packers | 15  | 105  | 62   | 43    | 2    | 2   | 3    | 1.5   | 3   | 0  | 7        | 0  | 1  |
| 2007   | Green Bay Packers | 16  | 131  | 102  | 29    | 3.5  | 2   | 40   | 20    | 38  | 0  | 4        | 0  | 1  |
| 2008   | Green Bay Packers | 9   | 49   | 41   | 8     | 0    | 0   | 0    | 0     | 0   | 0  | 2        | 1  | 0  |
| 2009   | Green Bay Packers | 16  | 105  | 82   | 23    | 4    | 0   | 0    | 0     | 0   | 0  | 7        | 0  | 0  |
| 2010   | Green Bay Packers | 4   | 24   | 19   | 5     | 0    | 0   | 0    | 0     | 0   | 0  | 1        | 0  | 0  |
| 2011   | Buffalo Bills     | 16  | 130  | 78   | 52    | 3    | 3   | 80   | 27    | 33  | 1  | 5        | 1  | 0  |
| 2012   | Buffalo Bills     | 16  | 112  | 72   | 40    | 2    | 0   | 0    | 0     | 0   | 0  | 1        | 3  | ?  |
| Totale | Totale            | 123 | 917  | 653  | 2 264 | 18.5 | 12  | 255  | 21    | 95  | 2  | 35       | 3  | 7  |

## Palmarès

### Franchigia
- Super Bowl : 1

Green Bay Packers: Super Bowl XLV
- National Football Conference Championship: 1

Green Bay Packers: 2010

### Individuale
- Second-team All-Pro: 1

2007
- PFWA All-Rookie Team - 2003